# Reginaldo Maria Pizzorni
Reginaldo Maria Pizzorni (Roma, 1920 – Fiesole, 16 settembre 2014) è stato un presbitero e teologo italiano, religioso domenicano dal 1944.

## Biografia
Laureato in Teologia (1946) con il P.Garrigou-Lagrange (Università "Angelicum") e in filosofia con lode (1953) con Giorgio Del Vecchio (Università "La Sapienza" di Roma).
Maestro in sacra teologia e socio della Pontificia Accademia di San Tommaso d'Aquino. Già ordinario di filosofia del diritto alla Pontificia Università Lateranense (1960-1992), ove è stato anche per due volte decano della facoltà di diritto canonico e preside dell'"Institutum Utriusque Iuris", professore della Pontificia Università San Tommaso d'Aquino (Angelicum) da 1954 al 1996, nella Pontificia Università Urbaniana dal 1970 al 1991, e nella Università "Pro Deo", ora Luiss, dal 1954 al 1970.
Ha collaborato alla Enciclopedia Filosofica (Sansoni Firenze - I ed. 1957 -58; II ed. 1958-59; III ed. Bompiani, Milano 2006), alla Somma del Cristianesimo (Roma 1956), alla New Catholic Encyclopedia (Washington 1967), a I diritti umani. Dottrina e prassi (Roma 1982) e a Lo Stato e i cittadini (Napoli 1982)

## Opere principali
- Giustizia e Carità, Studio Domenicano Edizioni, Roma, 1953
- Attualità del Diritto naturale, Libreria Editrice Lateranense, Roma 1971
- Il Diritto Naturale dalle origini a San Tommaso, Città Nuova Editrice, Roma, 1978 (2° ediz, Edizioni Studio Domenicano, Bologna, 2003)
- Filosofia del diritto, Città Nuova Editrice, Roma, 1982
- Diritto naturale e diritto positivo in San Tommaso d'Aquino, Edizioni Studio Domenicano, Bologna, 1999
- La filosofia del diritto secondo San Tommaso d'Aquino, Edizioni Studio Domenicano, Bologna, 2003
- Diritto-Morale-Religione. Il fondamento etico-religioso del Diritto secondo S. Tommaso d'Aquino, Urbaniana University Press, Città del Vaticano, 2003